# Лівобережний район (Маріуполь)
Лівобере́жний райо́н (до 2016 року — Орджонікідзевський) — район на сході Маріуполя (з 1939 р.), на лівобережжі Кальміусу.
Відокремлений від решти Маріуполя промисловою зоною комбінатів «Азовсталь» та «Маркохім». Великий спальний район «Східний». Харчові підприємства, промисловість будівельних матеріалів. Район — один із найчистіших у Маріуполі.

## Мікрорайони
- «Східний»
- «Ленінградський»
- 2 дільниця
- 3 дільниця
- «Веселка» («Союз»)
- 6 дільниця
- Часний сектор
  - Першомайськ
  - Новий Першомайськ
  - Хатастрой
  - Вечірній
- Найденівка
- Ляпіно

## Топоніміка
Лівобережний район міста Маріуполь, знаходиться на лівому березі річки Кальміус, що і знайшло відображення у назві.

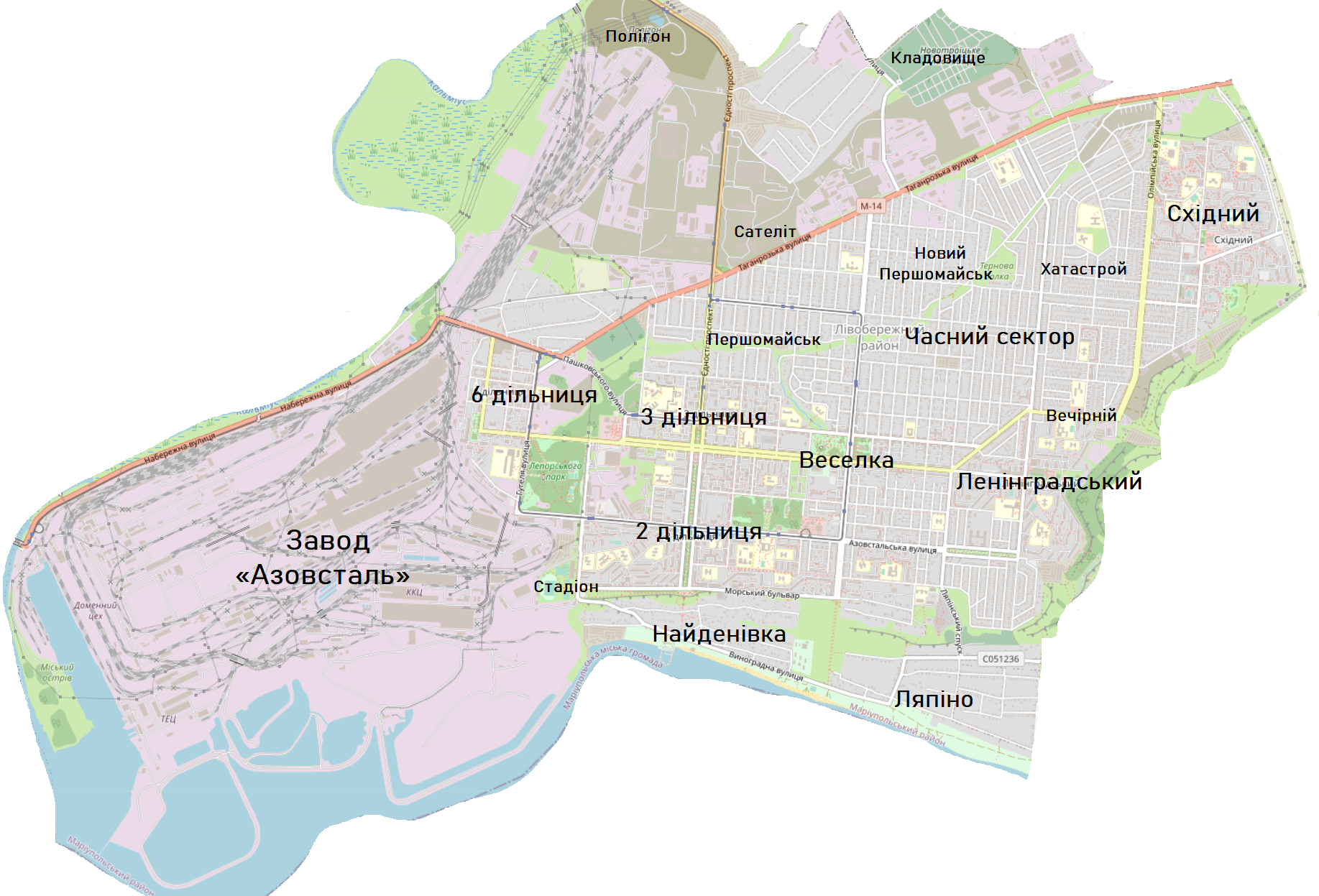
Райони Лівобережного району міста-героя України Маріуполя

## Історичні поселення
- Успенівка
- Найдьонівка
- Калинівка
- селище Троїцький
- Бузинівка — поселення знищили, позаяк за часів СРСР її земельну ділянку відвели під забудову заводу Азовсталь[2].
- Ляпіно (Маріуполь) — історичне поселення та острів на східному узбережжі міста Маріуполь. Починалось як німецька колонія у Приазов'ї ще наприкінці 19 століття[3]. Німецькі поселенці давно асимілювались з українцями та росіянами. Головним було вирощування сільськогосподарських рослин та овочівництво.

У поселенні вибудували кузню, ферми, насадили сади та виноградники. Острів Ляпіно — єдиний острів в цьому районі. Колись на острові жили прихильники радіо, що спромоглися створити радіомарафон «Острова України». Неподалік розташовані штучні затоки — місцева назва Бакаї. Вони виникли на місцях значного видобутку дрібного піску, котрий пішов як будівельний матеріал при спорудженні заводу Азовсталь.
Тривалий час поселення та хутори на Лівому березі формально належали Донському війську. Численні переділи земель закінчилися за часів УРСР у 1920 році. Землі відійшли до міста Маріуполь, де і розпочалось будівництво індустріального заводу згідно урядового рішення 1930 року. 7 листопада 1930 року заклали фундамент доменної печі № 1 на заводі «Азовсталь».
Поряд із заводом розпочалось будівництво першого радянського поселення, котре так і називали Азовсталь. Поселення розпочиналось із самозахоплення земель і виникали землянки без жодного благоустрою. Разом з виникненням самозахоплених земельних ділянок Аджахи на правому березі Кальміусу в Маріуполі виникли перші нетрі.

## Населення
За даними перепису 2001 року населення району становило 127146 осіб, із них 14,08 % зазначили рідною мову українську, 85,46 % — російську, 0,12 % — циганську, 0,08 % — грецьку, 0,06 % — білоруську, 0,05 % — вірменську, 0,02 % — молдовську та болгарську, а також єврейську, польську, німецьку, гагаузьку, румунську та словацьку мови.

## Головні вулиці району

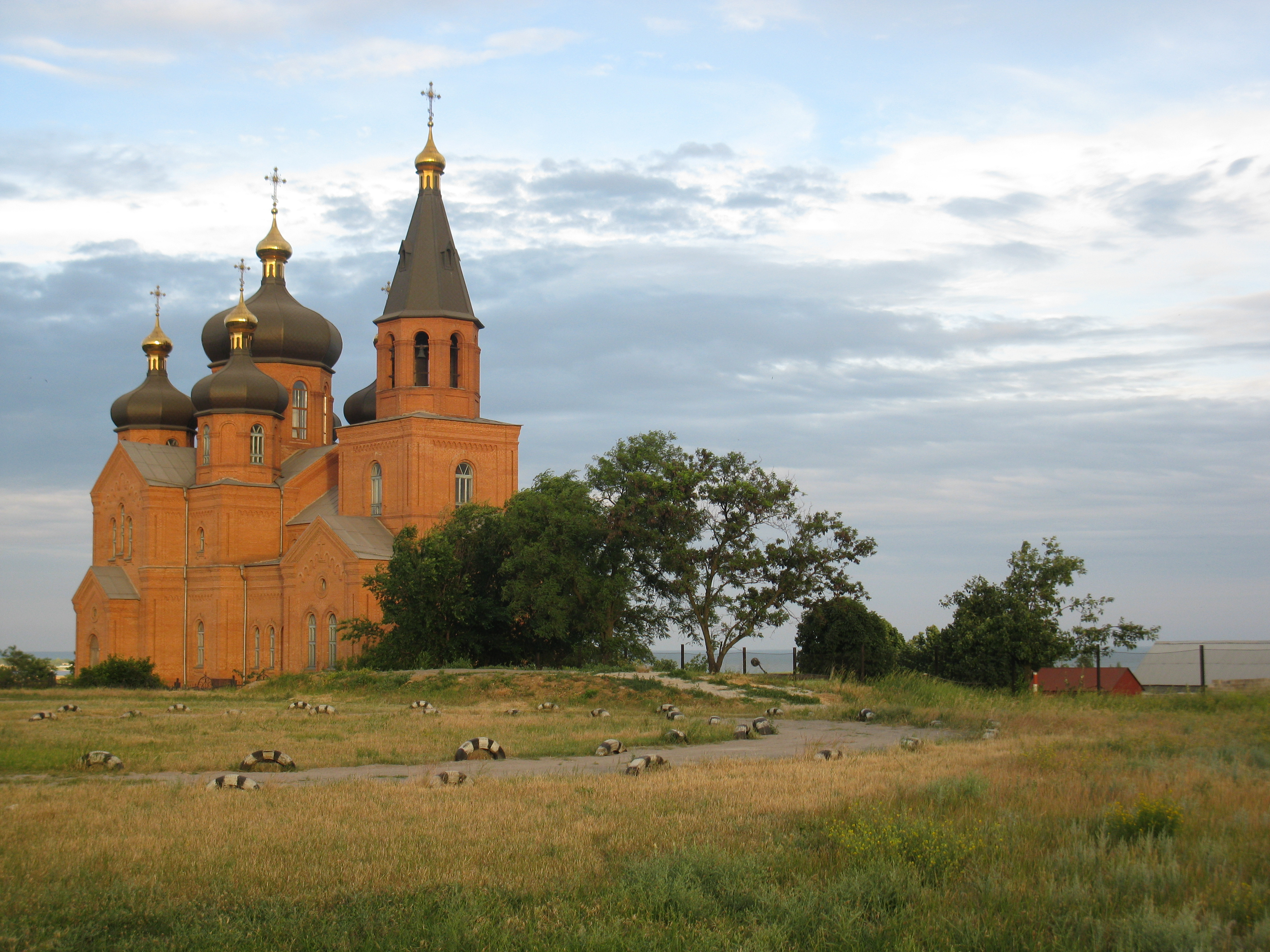
Храм святого Архістратига Михаїла

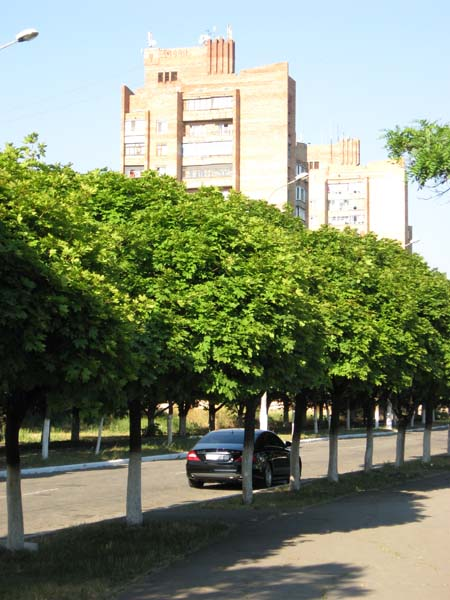
Морський бульвар

- Вулиця Азовстальська
- Вулиця Київська
- Морський бульвар
- Вулиця Українського Козацтва
- Вулиця Олімпійська
- Проспект Перемоги
- Вулиця Таганрозька

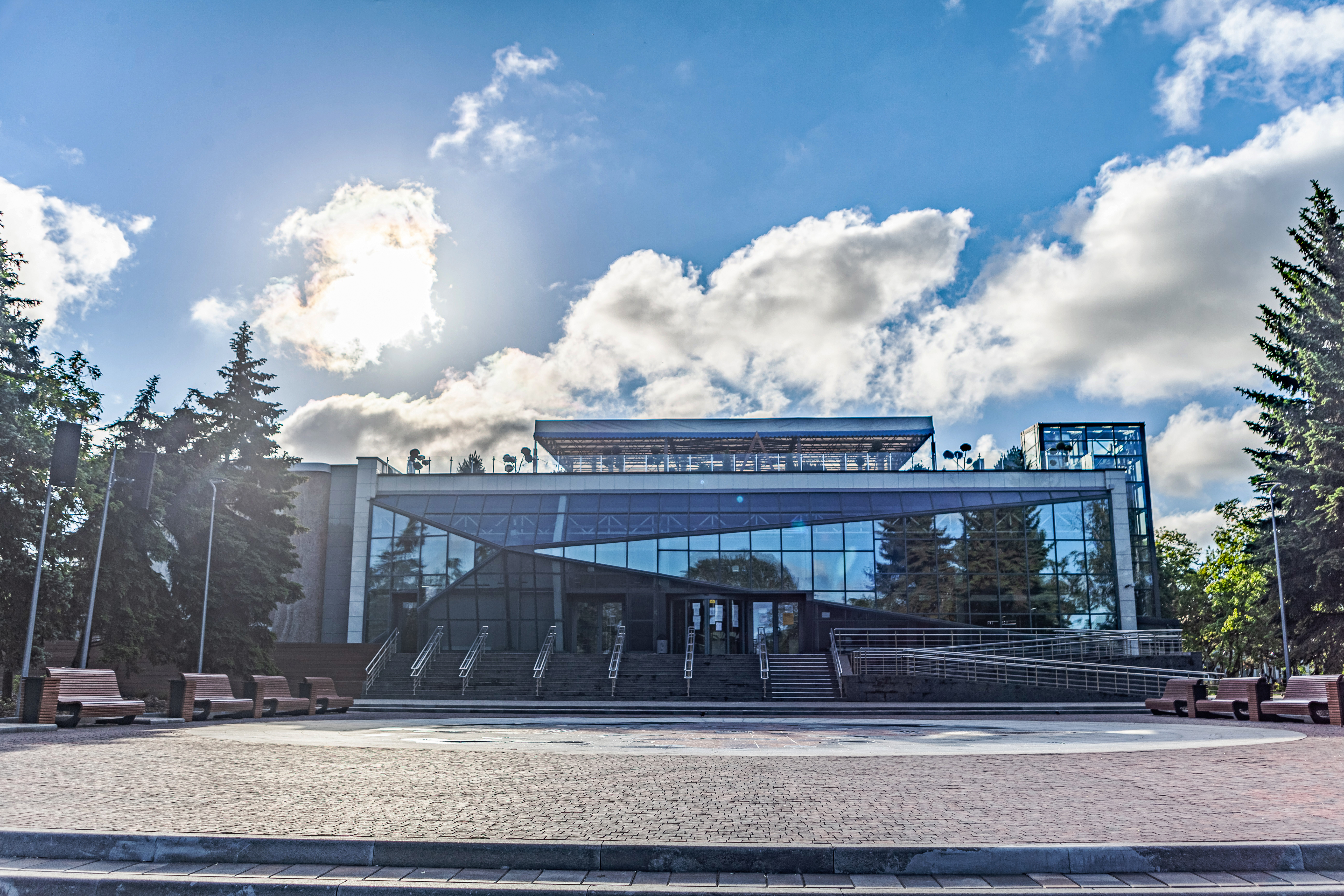
Соціальний офіс «Мультицентр»
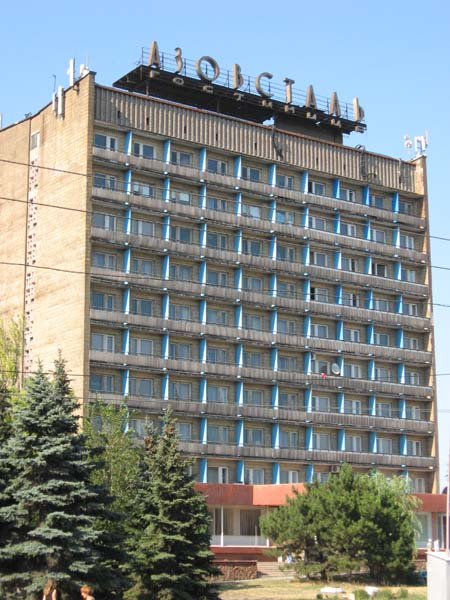
Готель «Азовсталь», Проспект Перемоги
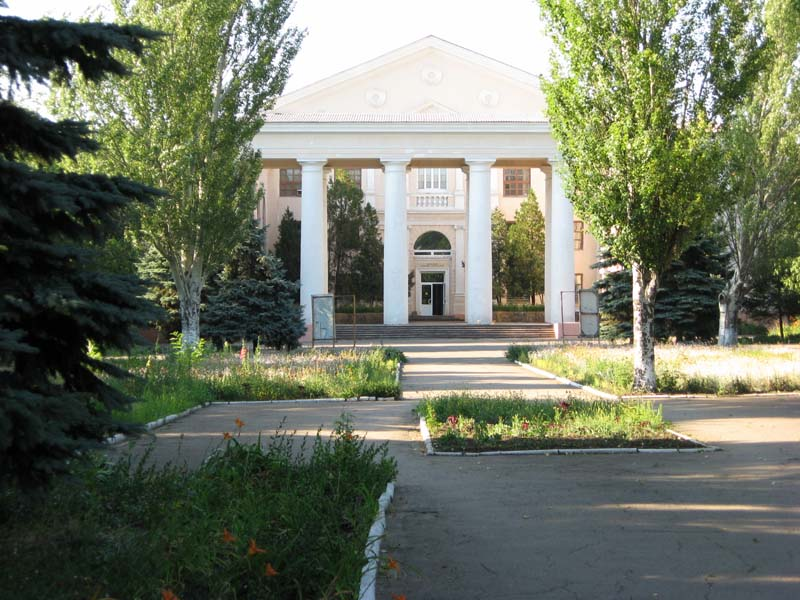
Палац культури будівельників, Вулиця Азовстальська

## Інфраструктура

### Освіта і наука
- Маріупольський будівельний коледж (раніше Будівельний технікум, пр. Свободи, 90))
- Маріупольський професійний ліцей (вул. Воїнів-Визволителів, 8)
- Школа-ліцей інформаційних технологій № 69
- Загальноосвітня школа № 68
- Загальноосвітня школа I—III ступенів № 57
- Загальноосвітня школа № 56
- Загальноосвітня школа № 55
- Загальноосвітня школа № 48
- Школа-ліцей № 14
- Загальноосвітня школа № 10
- Спеціалізована (корекційна) школа I—III ступенів № 5
- ДЮСШ № 3

### Спорт
- Стадіон «Азовсталь», заводу Азовсталь (вул. Ломізова, 2)
- Льодова арена (пр. Перемоги)

### Лікарні
- Міська лікарня № 4 (Лікувальний пров., 4)

### Пошта

#### Укрпошта
- Поштове відділення № 87522 (вул. Зої Космодем'янської, 136)
- Поштове відділення № 43 (87522) (вул. 130-ї Таганрозької дивізії, 105)

#### Нова пошта
- Поштове відділення № 3 (пр. Перемоги, 10)
- Поштове відділення № 8 (пр. Перемоги, 109)
- Поштове відділення № 21(вул. Київська, 49)

### Паркові зони району
- Парк «Веселка»;
- Парк імені Лепорського.

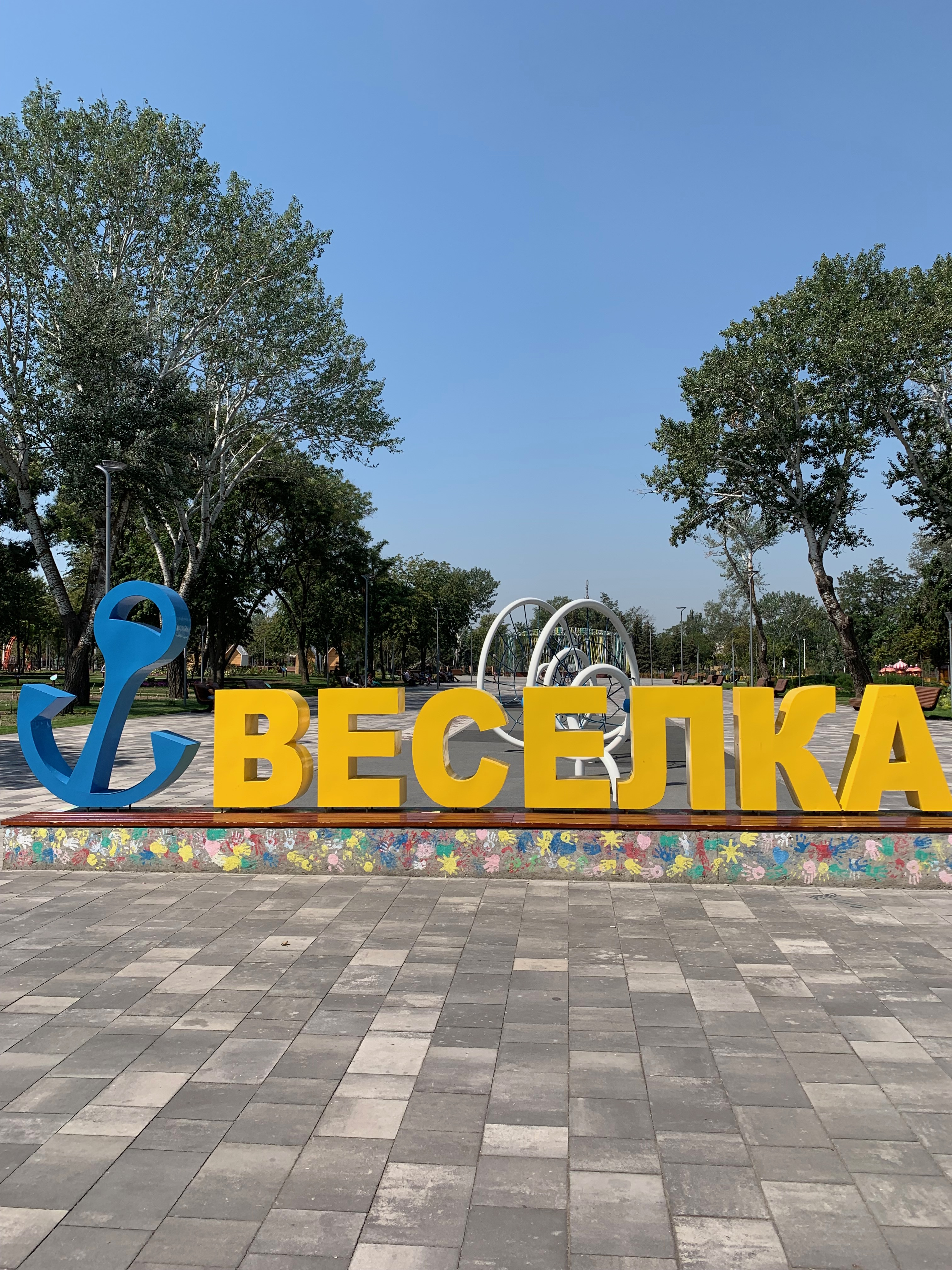
Дитячий парк «Веселка», Лівобережний район
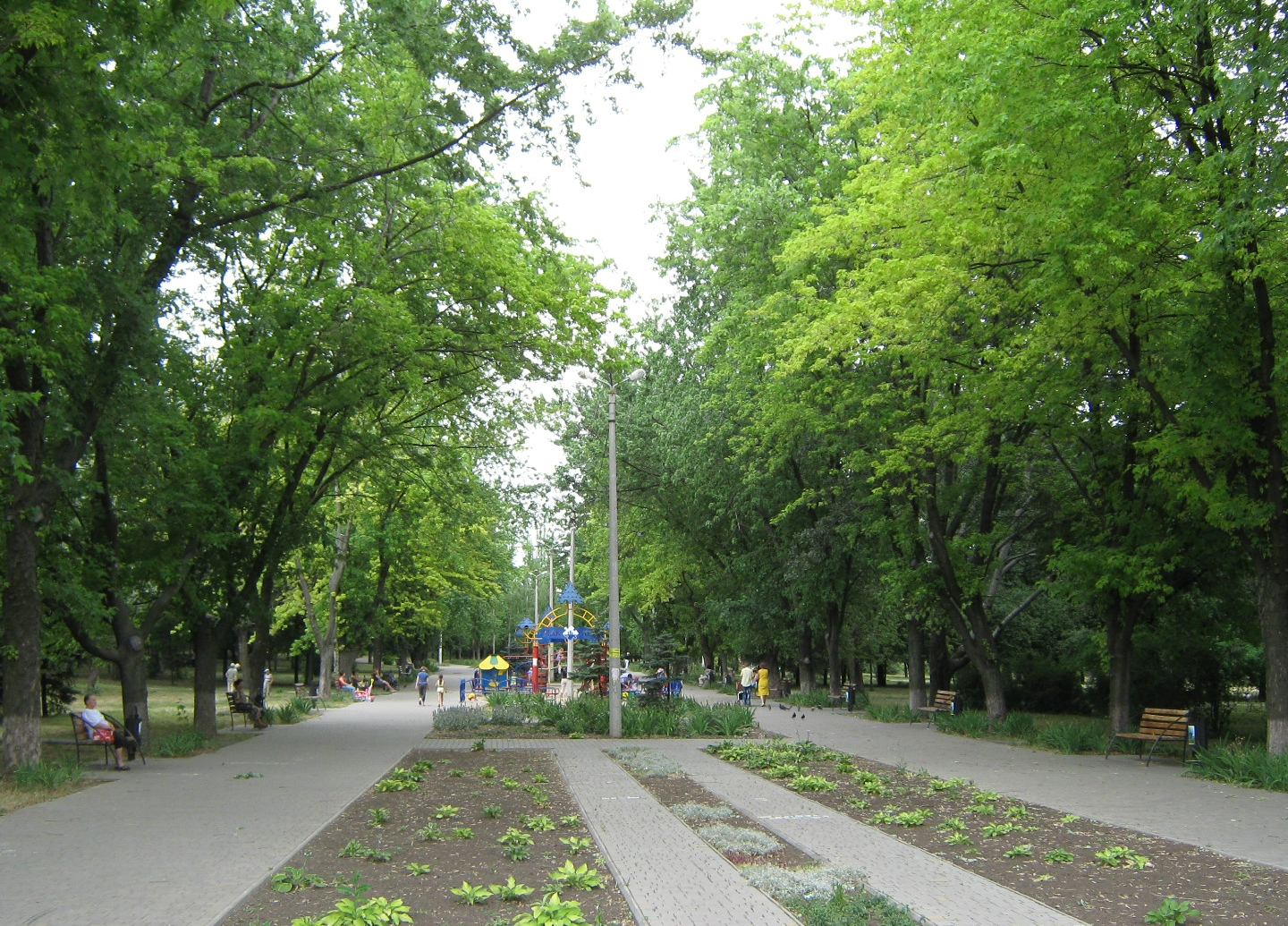
Парк 50-річчя Перемоги
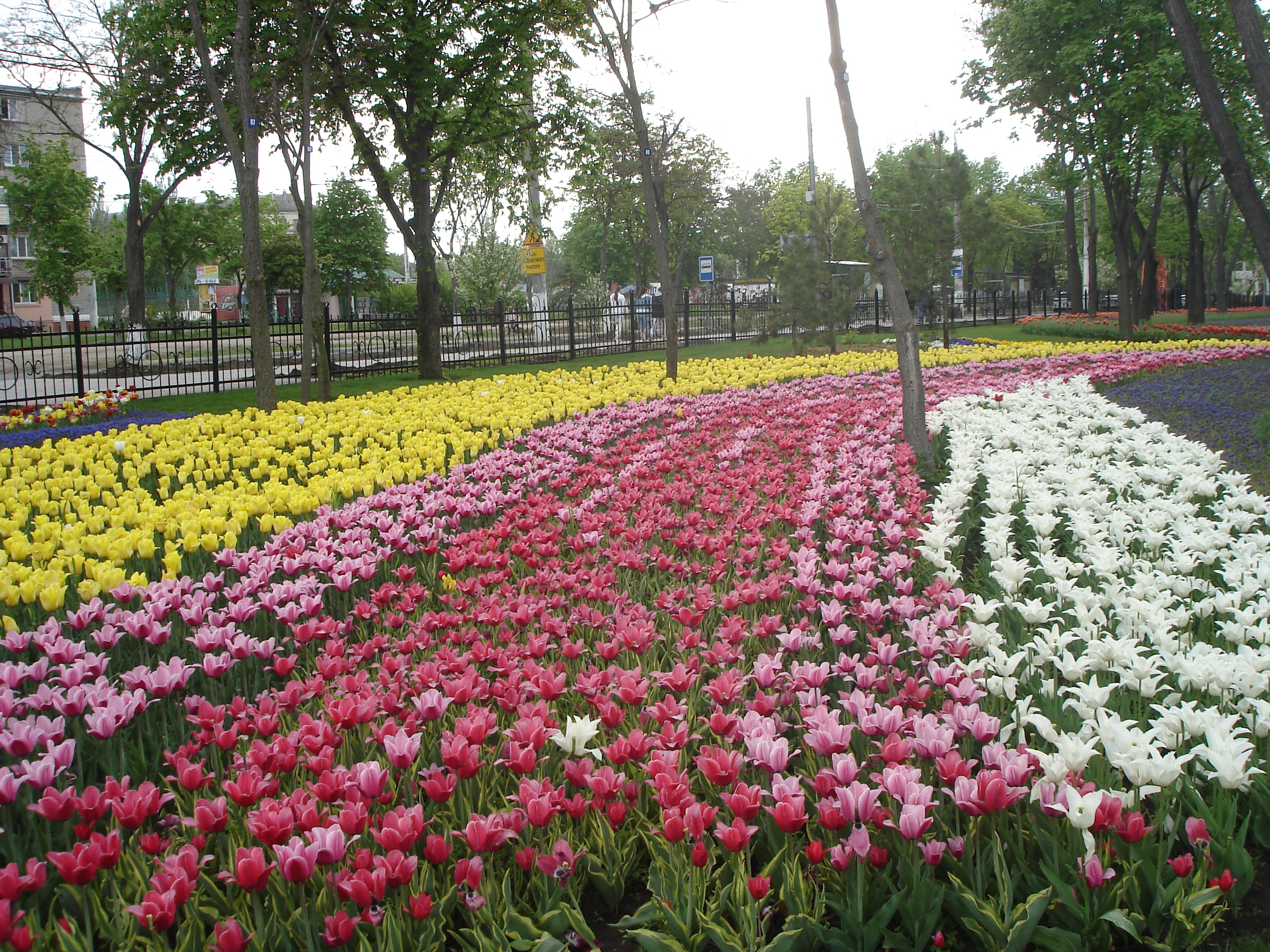
Дитячий парк «Веселка», квіткові поля
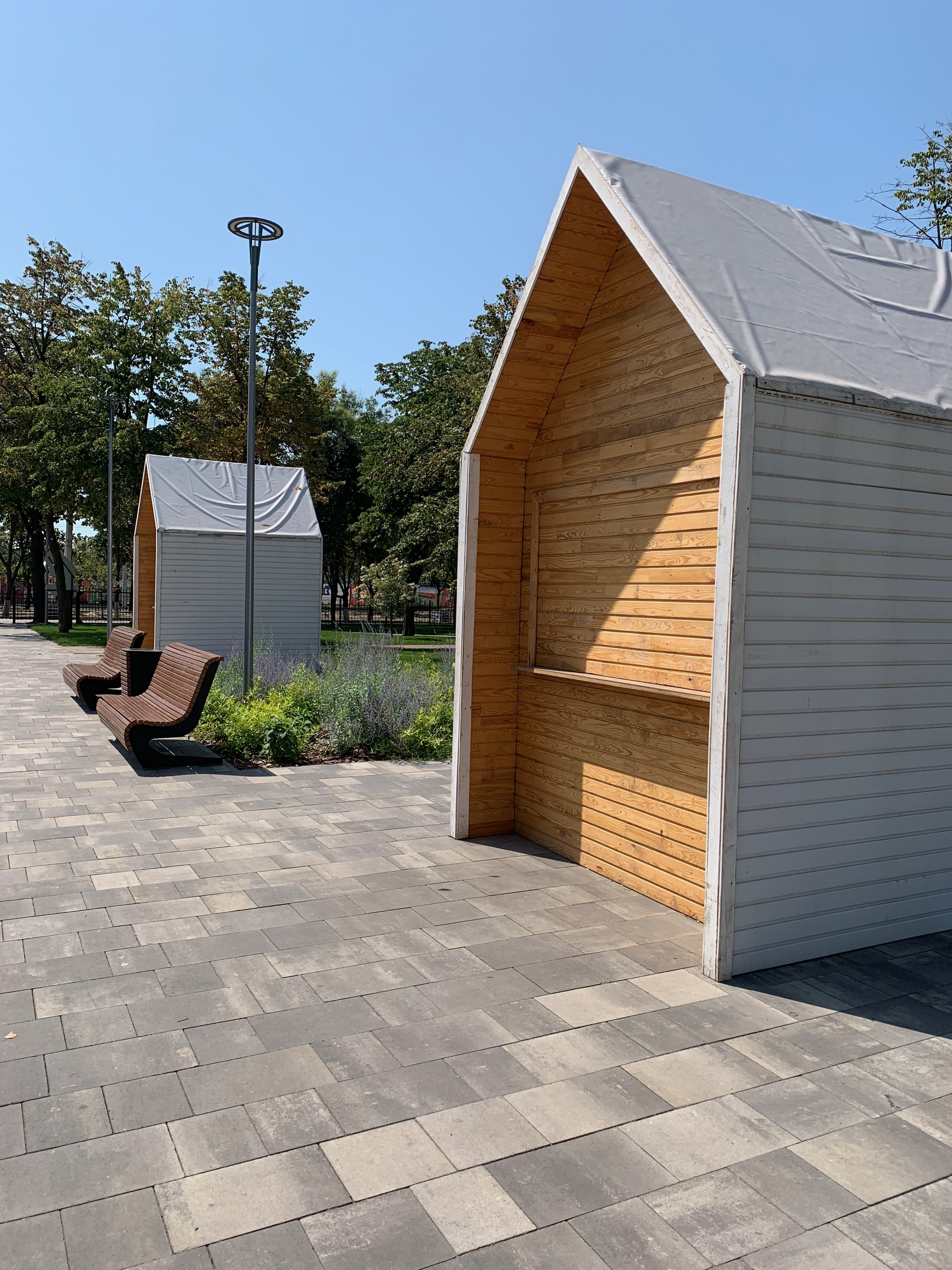
Дитячий парк «Веселка»

## Промислові підприємства
- Металургійний комбінат «Азовсталь»;
- Завод «Азовзалізобетон»;
- Маріупольський м'ясокомбінат — не функціонує;
- Маріупольський графітовий комбінат — «Маркограф» (вул. Станіславського, 9);
- Завод ізоляційних матеріалів — «ЗІМ» (вул. Станіславського, 1);
- ЗЗБВ — завод залізобетонних виробів;
- Завод металоконструкцій «Ольміс-Сталькон» (вул. Станіславського, 5);
- Завод «Хімпласт» (вул. Таганрозька, 76);
- Маріупольський хлібозавод.

## Міський транспорт
- Тролейбуси: 2, 15 (докладніше Маріупольський тролейбус);
- Трамваї: 3, 4, 5, 6, 9, 11,15,16 (докладніше Маріупольський трамвай);
- Автобуси, маршрутні таксі: 24т, 25т, 35т, 100 (скасований), 112, 119 (скасований), 122 (скасований), 124 (скасований), 128 (скасований), 153, 157 (скасований), 201 (скасований) (докладніше Маріупольський автобус).

## Релігія
На території району розташований православний собор Архистратига Михайла (РПЦвУ), на подвір'ї якого є пам'ятник митрополиту Ігнатію.
На Морському бульварі (будинок № 44) розміщується баптистська церква Христа Спасителя. Серед протестантських осередків можна також назвати Церков Христову Лівобережну (пр. Перемоги, 50) та Церков Добрих Змін Лівого берега (вул. Пашковського, 43А).